# Oskar Gyllenhammar
Oskar Gyllenhammar, född  14 juni 1991 i Hudiksvall, är en svensk musiker och låtskrivare, som skriver och framför musik på svenska.

## Biografi
I maj 2010 startade Oskar Gyllenhammar det projekt som blev genombrottet: 100 gig 100 dar. Målet var att göra 100 spelningar på 100 dagar i Sveriges alla 24 landskap. Dag 97, efter 60 nätter utan sömn i en ordentlig säng fick Gyllenhammar en muskelinflammation och tvingades ställa in turnéns tre sista spelningar varav en var ett framträdande i Nyhetsmorgon på TV4, men efter att ha räknat igenom alla gig kom man fram till att man hunnit med 120 spelningar på 97 dagar. 
Turnén, som blev omskriven i lokaltidningar landet runt, gjorde att Oskar Gyllenhammar och kompbandet Klubb Hjärtat fick skivkontrakt med EMI Music Sweden. Den 6 april släppte Oskar Gyllenhammar debutalbumet Tågen slutar aldrig gå härifrån på Capitol/EMI Music Sweden med Josef Zackrisson som producent.
Gyllenhammar tilldelades 2009 Hälsinge akademis kulturstipendium.
Oskar utsågs till årets kulturprofil vid Glada Hudikgalan den 8 juli Musikåret 2011|2011.
I maj 2014 släppte Oskar & Klubb Hjärtat singeln Allt krossar allt.
I februari 2015 släppte Oskar & Klubb Hjärtat EP:n Kall - del 1
i oktober 2020 släppte Oskar Gyllenhammar singeln Sanningsland med tillhörande musikvideo regisserad av Tina Tufan.
I december 2020 släppte Oskar julsingeln Väntar på mirakel producerad av Viktor Rasimus-Ek.
I juli 2021 släppte Oskar Gyllenhammar singeln Chimär och gick samtidigt ut med att det är första singeln från det kommande albumet Decennium Delirium med beräknad release under hösten 2021.

## Klubb Hjärtat
- Emil Thurell - trummor
- Fredrik Jansson - bas
- Viktor Ek - elgitarr, kör
- Emanuel Åkerlund - elgitarr, kör
- Viktor Fagerlund - klaviatur
- Sofia Nilsson - kör, tamburin

## Diskografi
EP:s och studioalbum
- 2021 – Decennium Delirium (album)
- 2015 – Kall - del 1 (EP)
- 2011 – Tågen slutar aldrig gå härifrån (album)

Singlar
- 2021 – För alltid du och jag (feat. Selma Edenståhl)
- 2021 – Hatet
- 2021 – Chimär
- 2020 – Väntar på mirakel
- 2020 – Sanningsland
- 2014 – Allt krossar allt
- 2012 – Berätta för mig nu
- 2011 – Tal för slutna dörrar (radiosingel)
- 2011 – Krossat varandra (radiosingel)
- 2011 – Förvirrad
- 2010 – Inga roller och manér